# 服部慎吾
服部 慎吾（はっとり しんご、1913年 - 1995年）は、元アメリカンフットボール選手。戦後にアメリカンフットボールの復興に尽力し、日本アメリカンフットボール協会理事長を務めた。日本アメリカンフットボール殿堂顕彰者。

## 人物・経歴
立教大学予科を経て、1935年に立教大学に入学。予科在学中からアメリカンフットボールを始め、アメリカンフットボール部のセンターとして活躍。1939年、立教大学卒業。
1940年に応召し、札幌の歩兵部隊に従軍する。
終戦後、関東地区のフットボールの復興に戦前からの仲間とともに尽力。戦後再来日したポール・ラッシュとともに、チームの復興を進め、グラウンドの手配や防具の準備など、運営の中心人物として活躍する。
1948年、日本アメリカンフットボール協会の再建に努力し、戦後初の理事長に就任。以降、5年間、理事長としてフットボールの復興と発展に貢献した。
また、戦前、戦後の日本のアメリカンフットボールの記録を収集、整理し、活動の記録として纏めた。
2004年1月、第1回日本アメリカンフットボール殿堂顕彰者となる。